# Pioniergarnison Speyer

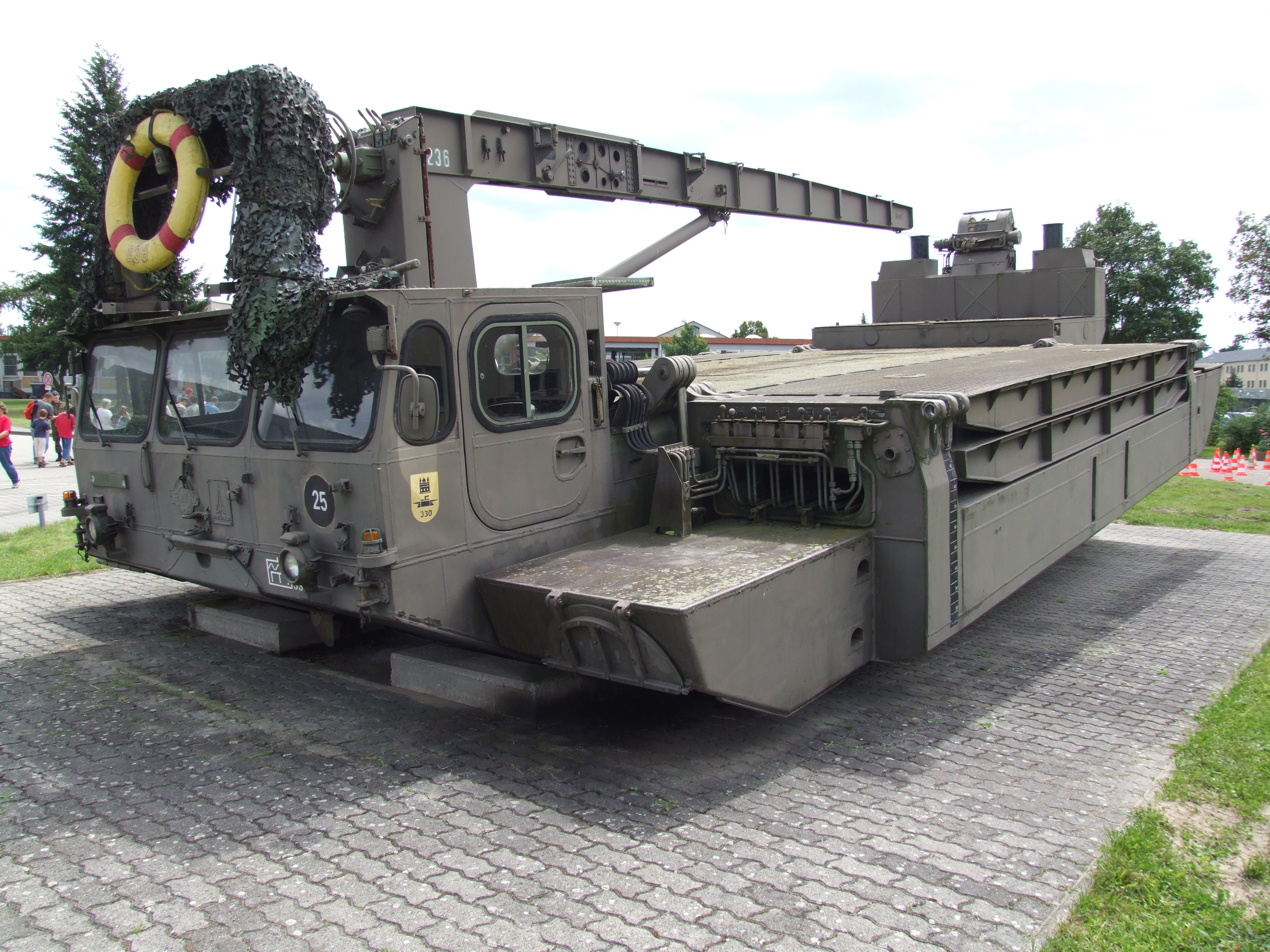
Amphibie M2B in Speyer

Die Pioniergarnison Speyer bestand von 1874 bis 2015 in Speyer. Die Pioniere stellten die erste ständige Garnison in der Stadt am Rhein.

## Geschichte

### 1809 bis 1918
Von 1809 bis 1812 war in Speyer das 111. französische Linienregiment stationiert. Von 1815 bis 1874 folgten wechselnde bayerische Truppenteile. Ein erstes Detachements der bayerischen Pioniere wurde 1830 in der Festung Landau und eine Sappeurkompanie 1833 in der Festung Germersheim stationiert.
Am 7. September 1874 zog um drei Uhr früh die erste Compagnie des Zweiten Kgl. Bayerischen Pionierbataillons in die Stadt ein. Die Verlegung erfolgte von Ingolstadt über Erlangen. Bis zum 26. September folgten die weiteren Kompanien und der Stab der Einheit. Diese erste ständige Garnison wurde bis zum Ersten Weltkrieg nicht um andere Truppenteile erweitert, obwohl sich der Stadtrat mehrfach darum bemühte. In der Kavalleriekaserne südwestlich des Doms waren drei Feldpionierkompanien untergebracht. Die beiden Festungspionierkompanien lagen in der Seysselkaserne in Germersheim. Im Jahr 1889 erfolgte der Umzug in die neue Pionierkaserne im Süden vor der Stadt. Die vierte Kompanie wurde im folgenden Jahr von Germersheim nach Speyer verlegt, während die fünfte in München Garnison nahm. Im Jahr 1913 erhielt das Bataillon einen Scheinwerferzug.
Das Speyerer Pionierbataillon wurde in den Raum Metz verlegt und trat am 1. August 1914 in die Kampfhandlungen des Ersten Weltkriegs ein. Die Reserve-Pionierkompanie 9 umfasste fast nur Speyerer. Das Bataillon wurde 1914 bei Arras (Lorettohöhe), 1915 an der Somme, 1916 in Flandern und Cambrai, 1917 an der Siegfriedstellung und 1918 wiederum an der Somme eingesetzt. Im Weltkrieg fielen 48 Offiziere und 1742 Unteroffiziere und Mannschaften. Das Pionierbataillon wurde bis Mitte November nach Speyer zurückgeführt. Am 28. November 1918 zog es im Rahmen der Räumung des linken Rheinufers aus und wurde nach dem 5. Dezember in Fürstenfeldbruck aufgelöst.

### 1918 bis 1930
Speyer wurde französische Garnison mit dem 3. Géniebataillon und dem 51. Infanterieregiment. Mit Kraftfahrabteilung und Sanitätskompanie zogen 120 Offiziere und 2600 Mann mit 500 Pferden ein. Die Stärke wurde später verringert, aber es war immer ein Géniebataillon und mindestens ein Bataillon Infanterie stationiert. In Speyer wurde 1920 das 12. Pionierregiment (12e régiment du génie) aufgestellt. Erster Kommandeur war Colonel Normand, nach dem 1945 die französische Kaserne benannt wurde. Die Franzosen zogen von Oktober 1929 bis zum 27. Mai 1930 ihre Einheiten aus Speyer ab. General Andlauer verließ am 10. Juni 1930 als letzter Kommandeur die Stadt. Am 1. Juli zog um Mitternacht bayerische Bereitschaftspolizei in Speyer ein. Den Speyerer Pioniertag begingen am 17. August des Jahres ehemalige Pioniere mit Generalfeldmarschall August von Mackensen.

### 1930 bis 1945
Im Zuge der Rheinlandbesetzung rückte im März 1936 das zweite Bataillon des Infanterieregiments 104 in Speyer ein. Im Laufe des Zweiten Weltkriegs wurde es öfters umgegliedert bzw. neu aufgestellt. Einsätze erfolgten am Westwall, in Frankreich, Nordafrika, bei Monte Cassino und Nettuno sowie zuletzt im Ruhrkessel. Die Pionierschule III für schweren Brückenbau, seit Frühjahr 1943 Pionierschule 2, wurde im Februar 1942 in der Pionierkaserne aufgestellt. Neben dem Stab umfasste sie zwei Lehrgruppen und das Pionierlehrbataillon für schweren Brückenbau. Geübt wurde am Pioniergrund, einem Wasserübungsplatz am Neuen Hafen. Kommandeur war Otto Roesinger, der später auch Stadtrat in Speyer wurde. Im Spätherbst 1944 verlegte die Pionierschule 2 nach Rosenheim am Inn.

### 1945 bis 1960
Mit dem Einzug US-amerikanischer Truppen endete am 24. März 1945 die NS-Herrschaft in Speyer. Sechs Tage später folgten französische Truppen. Im Quartier Normand, der ehemaligen Pionierkaserne, zog mit dem ersten régiment du Génie, ein französisches Pionierregiment ein, das bis 1997 durch drei weitere Regimenter abgelöst wurde. Daneben waren unter anderem auch französische Artillerie und Spahis in Speyer stationiert.

### 1960 bis 1986
Das 1. Spahi-Regiment (1er régiment de Spahis, zeitweise 21e régiment) der leichten Panzeraufklärer war von 1961 bis 1984 im Quartier Martin garnisoniert.
Am 1. Februar 1963 verlegten das Luftlandepionierbataillon 9 und Luftlandepionierkompanie 260 von Bruchsal nach Speyer in die Neue Kaserne in Speyer-Nord. Aus der Eberhard-Finckh-Kaserne in kam das Fallschirmartilleriebataillon 265 nach Speyer. Oberstleutnant Rudolf Reil, Kommandeur des Luftlandepionierbataillons, wurde erster Standortkommandant der Garnison. Am 1. Mai 1966 erhielt die Kaserne in Speyer den Namen Kurpfalzkaserne.
Mit dem Auszug des Fallschirmartilleriebataillons wurde Speyer am 7. April 1970 eine reine Pioniergarnison. Das Bataillon kam in Tauberbischofsheim als Feldartilleriebataillon 121 von der 1. Luftlandedivision zur 12. Panzerdivision. In Speyer entstand im selben Jahr mit dem Amphibischen Pionierbataillon 330 das erste amphibische Bataillon der Bundeswehr. Dazu wurden Pionierkompanien aus Karlsruhe, Hannoversch Münden und Lahnstein zusammengeführt. Mit je 18 Fahrzeugen konnten die zweite und dritte amphibische Pionierkompanie Brücken bis 160 Meter Länge schlagen. Erster Bataillonskommandeur war Major Carl-Joachim Haufe, der im November als Oberstleutnant Standortältester wurde. Die vierte Kompanie zog im April 1972 von Koblenz kommend ein.

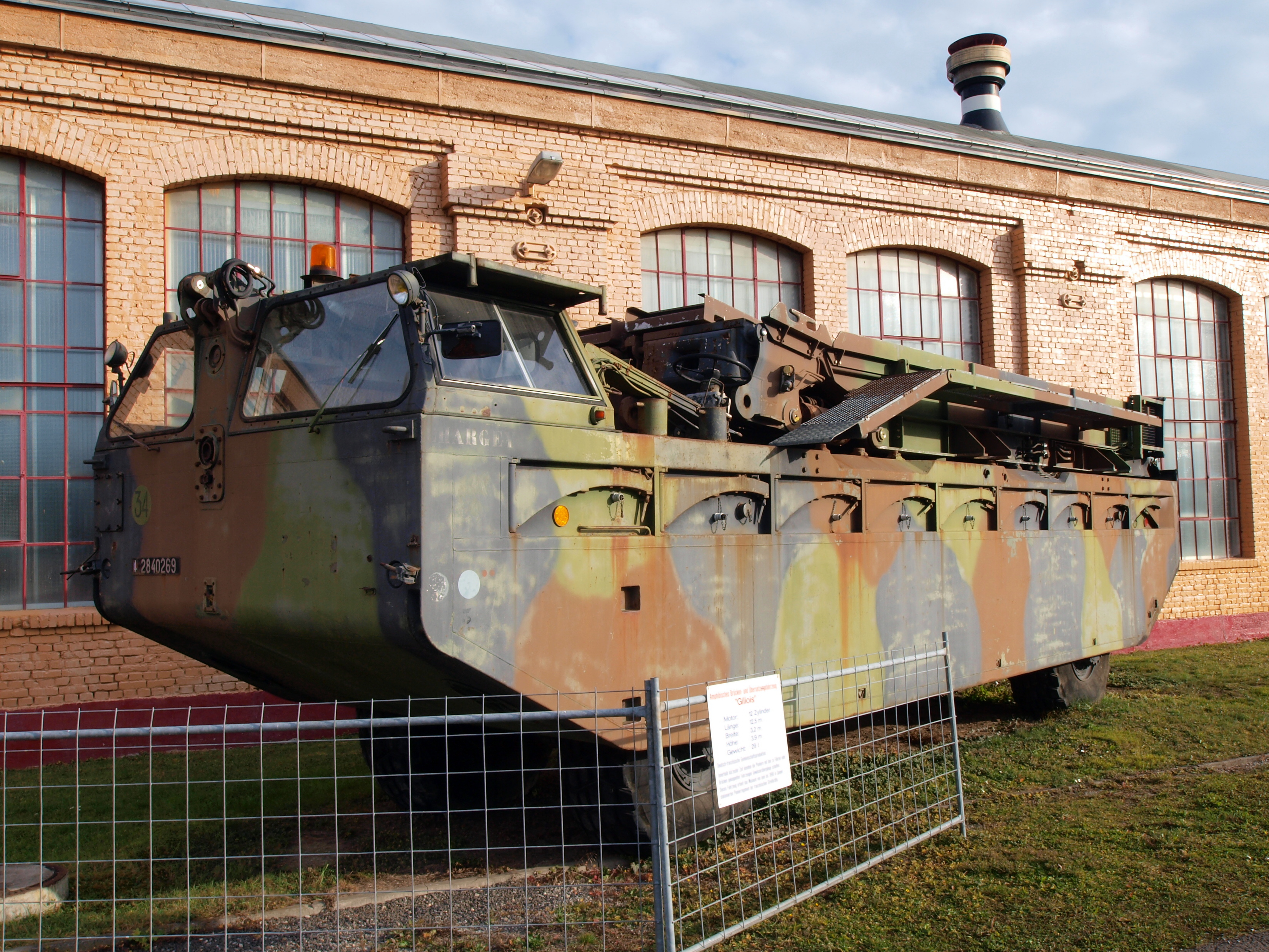
Amphibie Gillois (Technik-Museum Speyer)

Das Bataillon schlug am 14. Februar 1971 beim Deichhaus Mechtersheim die erste amphibische Brücke über den Rhein. Bei Ketsch erfolgte im Juni 1972 ein gemeinsamer Brückenschlag der zweiten Kompanie mit der 64th Squad des AmphEngrRgt 28 der Britischen Rheinarmee aus Hameln. Am 12. November 1973 schließt das Bataillon eine Partnerschaft mit dem 10e régiment du Génie. Nach der Entwicklung eines Adapters durch Klöckner-Humboldt-Deutz AG konnten die Amphibien M2B mit den französischen Amphibien Gillois gekoppelt werden. Im Juli 1978 tauschten die Partnereinheiten vollständige Züge untereinander aus. Im Mai 1985 stellten die Franzosen den Wasserübungsplatz Quartier Riberpray in Dienst, er grenzte südlich an den deutschen Wasserübungsplatz Reffenthal am Angelhofer Altrhein.
Am 1. Oktober 1971 wurde die Fallschirmpionierkompanie 260 in die Luftlandepionierkompanie 260 umgegliedert und 1972 nach Saarlouis verlegt.
Ende April 1974 wurde drei Tage lang das 100-jährige Bestehen der Pioniergarnison gefeiert. Der Tag der offenen Tür zählte über 15.000 Besucher, der Standortball 720 Gäste. Zehn Jahre später waren alle akkreditierten Militärattachés zu Gast. Das erste internationale Soldatentreffen der evangelischen Militärseelsorge fand im Herbst 1983 beim Amphibischen Pionierbataillon 330 statt. Generalvikar Gramm betreute 500 Soldaten.
Das Pionierbataillon 12 ging 1973 eine Partnerschaft mit dem 79th EngBn in Karlsruhe ein. Im Juli 1975 baute es den Schindhübelturm im Elmsteiner Forst und half im Februar 1977 beim Hochwasser des Speyerbachs. Wegen extremer Dürre transportierte es im folgenden Sommer Futtermittel zu Landwirten in Rheinhessen und der Vorderpfalz. Im Herbst 1979 stellten die Pioniere von Schlauchboot- auf Faltschwimmbrückengerät um. Zwei Jahre später setzten 30 Soldaten den Soldatenfriedhof Mont-de-Marsan instand. Im Oktober 1986 zog das Pionierbataillon 12 in die Mainfranken-Kaserne in Volkach um.

### 1987 bis 1999
In Speyer zogen 1987 das Pionierausbildungszentrum 850, die zweite Kompanie des Schwimmbrückenbataillons 360 und eine Kompanie des Schwimmbrückenbataillons 850 ein. Die Heeresübung Landesverteidigung 88 unter Generalmajor Brugmann war die erste und letzte des Territorialkommandos Süd.
Das Pionierausbildungszentrum 850 wurde im April 1987 von Koblenz-Metternich in die Kurpfalzkaserne verlegt. Es absolvierte jährlich 12 bis 15 Mobilmachungstruppenübungen mit 12 bis 15 Tagen Dauer. Jedes Jahr wurden etwa 2500 Wehrübende an Hohlplattenbrückengerät, zivilem Festbrückengerät (D-Brücke und Bailey-Brücke), an Pioniermaschinen und im Sperrdienst (Minen) ausgebildet. Eine spezielle Aufgabe war die Führerausbildung von Unteroffizieren. Zum 1. Oktober 1993 erfolgte die Auflösung der Einrichtung.
Von 1989 bis zum 1993 wurden die amphibischen Fahrzeuge ausgemustert. Im September 1991 erhielten deutsche und französische Einheiten auf den Wasserübungsplätzen erste Sätze des Faltstraßengeräts. Die letzten beiden M2B wurden am 24. September 1993 verabschiedet. Das Amphibische Pionierbataillon 330 hatte im November 1992 erstmals mit Hohlplattengerät geübt und wurde zum Pionierbrückenbataillon 330 der Pionierbrigade 40. Die Umgliederung erfolgte im Rahmen der Heeresstruktur 5. Teile des Bataillons richteten im Frühjahr 1991 einige Wochen in Kurdistan Lager für Obdachlose ein. Im April 1997 wurde das Bataillon in das Schwere Pionierbataillon 330 (Schwimmbrückenpioniere; Heeresstruktur „NHFNA“) umgegliedert.
Das Schwimmbrückenbataillon 850 kam im Januar 1987 mit einer Einsatzkompanie nach Speyer. Vom Herbst 1989 bis Januar 1990 übernahm sie zwölf Bodan-Fähren von der Flusspionierkompanie 850, eine Lehrfähre und einen Schlepper. Etwa 200 zivile Batataillonsangehörige sowie Brücken- und Fährgerät wurden von der United States Army übernommen. Die drei Kompanien in Pfungstadt, Speyer und Karlsruhe stellten mit sechs schweren schwimmenden Brücken und zwölf Übersetzfähren (100-Tonnen-Fähren) die größte Übersetzkapazität innerhalb der NATO. Die Kompanien der Schwimmbrückenbataillone 360 und 850 wurden im September 1993 aufgelöst, eine Kompanie in das Pionierbrückenbataillon 330 eingegliedert. Die Wehrübungen mit Reservisten fanden in Speyer, auf dem Sonderübungsplatz der Pioniere in Ingolstadt und anderen Gewässern statt. Das 1982 aufgebaute Sanitätszentrum 416 und die Zahnarztgruppe 417/1 wurden 1998 nach Bruchsal verlegt. Es betreute die Truppenärzte für 2000 Soldaten in der gesamten Vorderpfalz.
Am 22. Mai 1997 wurde der französische Standort Speyer geschlossen. Die „historisch bedeutsame Bausubstanz“ bleibt als Wohngebiet Quartier Normand erhalten.

### 1999 bis 2015
Die erste Feldlagerbetriebskompanie der Bundeswehr wurde 1999 in Speyer aufgestellt. Sie baute Feldlager in Modulen für 900 Soldaten, mit drei Zügen konnte eine Unterkunft für 2700 Soldaten errichtet werden. Mit der Nummer 400 war sie der Pionierbrigade 40 als selbstständige Kompanie unterstellt. Das Pionierbrückenbataillon 863 kam 1999 von Oftersheim bzw. Muggensturm ins Reffenthal und wurde 2003 aufgelöst.
Das Schwere Pionierbataillon 330 wurde zum 1. April 2003 in die Streitkräftebasis überführt und in das Spezialpionierbataillon 464 umgegliedert. Unterstellt und eingegliedert wurden die Feldlagerbetriebskompanie 400 aus Speyer sowie die Technische Spezialpionierkompanie 400 aus Zweibrücken und drei Monate später die Spezialpionierkompanie 501 in Speyer sowie die Spezialpionierkompanie 500 aus Bruchsal.
Der Standort Speyer wurde zum 31. Dezember 2015 geschlossen. Der feierliche Außerdienststellungsappell fand zuvor am 25. Juni 2015 vor dem Speyerer Dom statt.

## Einheiten

### Kgl. Bayerische Pioniereinheiten
- 2. Kgl. Bayerisches Pionierbataillon (1874–1918)
- Reserve-Pionierkompanie 9

### Französische Einheiten (Auswahl)
- 3. Géniebataillon (1918–?), abgelöst durch andere Einheiten
- 51. Infanterieregiment (1918–?), abgelöst durch andere Einheiten
- 12e régiment du génie (1920–1929), in Speyer aufgestellt

- 1er régiment du génie (1945–1951)
- 9e régiment du génie (1951–1960)
- 32e régiment du génie (1960–1973), 1973 nach Breisach verlegt
- 10e régiment du génie (1973–1997)
- Artillerieeinheiten
- 1er régiment de Spahis (1961–1984), 1984 nach Valence verlegt

### Einheiten der Bundeswehr
Fallschirmartilleriebataillon
- Fallschirmartilleriebataillon 265 (1962–1970), 1970 nach Tauberbischofsheim verlegt und umgegliedert

Pionierbataillone
- Luftlandepionierbataillon 9 (1963–1964), 1964 umgegliedert in:
- Pionierbataillon 12 (1964–1986), 1986 verlegt nach Volkach

- Amphibisches Pionierbataillon 330 (1970–1993), umgegliedert in:
- Pionierbrückenbataillon 330 (1993–1997; Pionierbrigade 40), umgegliedert in:
- Schweres Pionierbataillon 330 (1997–2003; Schwimmbrückenpioniere), umgegliedert in:
- Spezialpionierbataillon 464 (2003–2015), 2015 in Speyer aufgelöst

- Pionierbrückenbataillon 863 (1999–2003), in Speyer aufgelöst

Pionierkompanien
- Fallschirmpionierkompanie 260 (1962–1971), 1971 umbenannt in:
- Luftlandepionierkompanie 260 (1962–1972), 1972 verlegt nach Saarlouis
- Schwimmbrückenbataillon 360, 2. Kompanie (1987–1993)
- Feldlagerbetriebskompanie 400 (1999–2003), in Speyer aufgestellt, 2003 zum Spezialpionierbataillon 464
- Schwimmbrückenbataillon 850, eine Kompanie (1987–1993)

Sonstige Einheiten
- Sanitätszentrum 416 und Zahnarztgruppe 417/1 (1982–1998), nach Bruchsal verlegt
- Pionierausbildungszentrum 850 (1987–1993), in Speyer aufgelöst
- Verteidigungsbezirkskommando 45 (1993–1998), mit VBK 46 fusioniert und verlegt
- Kraftfahrausbildungszentrum (1994–2015).

## Kasernen und Übungsplätze

### Kavalleriekaserne
Die Kaserne am Dom an der Kasern Gasse (heute Große Pfaffengasse) wurde um 1900 abgerissen. Auf ihrem Grundstück entstanden das Historische Museum der Pfalz und das Gymnasium am Kaiserdom. Als Reithalle diente die ehemalige Jesuitenkirche. Auch das Mirbachhaus (Auwach-Balustrade) diente militärischen Zwecken.

### Pionierkaserne/Quartier Normand
Der Kasernenkomplex der neuen Pionierkaserne wurde 1888 westlich der Weißenburgstraße errichtet. Maßgebliche Entwurfsarbeit der „monumentalen Bauten“ der Gründerzeit leistete Franz Schöberl. Der Komplex, der bis etwa 1900 vor der Stadt lag, wurde 1937/1938 für das Infanterieregiment 104 nach Süden erweitert.
Von 1945 bis 1997 wurden die Bauten als Quartier Normand durch die französischen Streitkräfte genutzt. Die Weißenburgstraße erhielt 1946 den Namen Rulandstraße, die Ludendorffstraße als östliche Begrenzung des Areals den Namen Diakonissenstraße. Der Komplex steht unter Denkmalschutz und wurde nach der Sanierung zum Wohngebiet Quartier Normand umgebaut.

### Caserne Galliene
Die Franzosen bezogen 1918 Holzbaracken am Langesteinweg, die als Caserne Galliene bezeichnet wurden.

### Quartier Martin

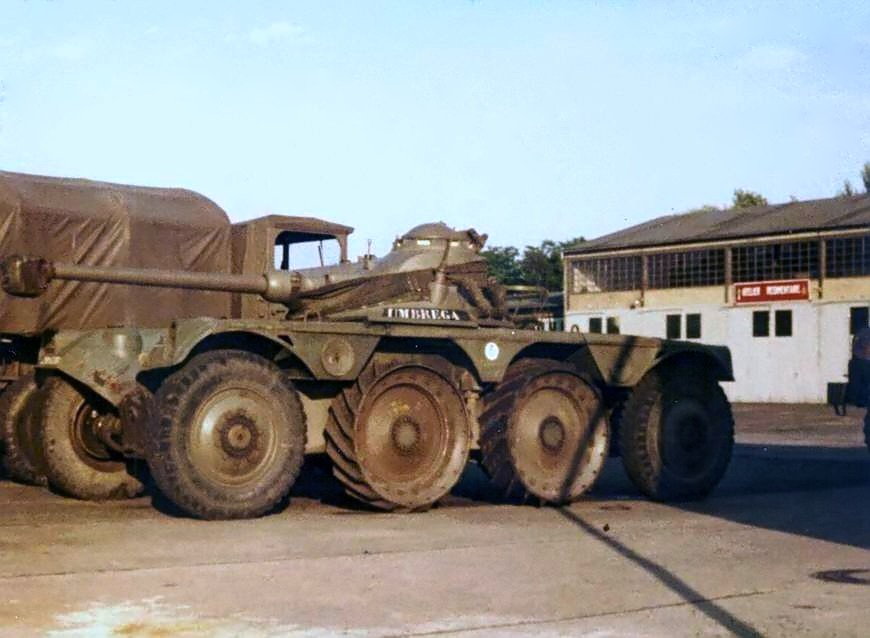
Panhard EBR der Speyerer Spahis (1978)

Das Quartier Martin diente bis 1984 als Kaserne der Spahis. Auf dem Gelände wurde 1991 das Technik-Museum Speyer eröffnet.

### Quartier Lyautey
Das nach Hubert Lyautey benannte Areal und Fahrzeugdepot wurde durch französische Werktstattkompanien genutzt.

### Kurpfalzkaserne
Kurpfalzkaserne in Speyer-Nord (1962–2015, bis 1966 Neue Kaserne)

### Übungsplätze
- Wasserübungsplatz am Neuen Hafen (Pioniergrund, 1942–1944)
- Standort- und Pionierübungsplatz Speyer (1963–2015), 96,6 Hektar (ha)
- Wasserübungsplatz Reffenthal (1963–2015), 66,5 ha
- Wasserübungsplatz Quartier Riberpray (1985–1997), 1997 zum Wasserübungsplatz Reffenthal
- Polygon-Gelände mit Fahrschulbetrieb, 17,9 ha

## Belege
1. ↑  Carl-Joachim Haufe: 125 Jahre Pioniere in Speyer. Winterbach 1999. S. 7.
2. ↑  Carl-Joachim Haufe: 125 Jahre Pioniere in Speyer. Winterbach 1999. S. 3, 7.
3. ↑  Carl-Joachim Haufe: 125 Jahre Pioniere in Speyer. Winterbach 1999. S. 10.
4. ↑  Carl-Joachim Haufe: 125 Jahre Pioniere in Speyer. Winterbach 1999. S. 12–13.
5. ↑  Carl-Joachim Haufe: 125 Jahre Pioniere in Speyer. Winterbach 1999. S. 13–15.
6. ↑  Carl-Joachim Haufe: 125 Jahre Pioniere in Speyer. Winterbach 1999. S. 17.
7. ↑  Carl-Joachim Haufe: 125 Jahre Pioniere in Speyer. Winterbach 1999. S. 18–19.
8. ↑  Carl-Joachim Haufe: 125 Jahre Pioniere in Speyer. Winterbach 1999. S. 21–23.
9. 1 2 3  Carl-Joachim Haufe: 125 Jahre Pioniere in Speyer. Winterbach 1999. S. 27–29.
10. ↑  Carl-Joachim Haufe: 125 Jahre Pioniere in Speyer. Winterbach 1999. S. 25.
11. ↑  Carl-Joachim Haufe: 125 Jahre Pioniere in Speyer. Winterbach 1999. S. 31.
12. ↑  Carl-Joachim Haufe: 125 Jahre Pioniere in Speyer. Winterbach 1999. S. 51.
13. ↑  Carl-Joachim Haufe: 125 Jahre Pioniere in Speyer. Winterbach 1999. S. 27–28.
14. 1 2  Carl-Joachim Haufe: 125 Jahre Pioniere in Speyer. Winterbach 1999. S. 30–31.
15. ↑  Carl-Joachim Haufe: 125 Jahre Pioniere in Speyer. Winterbach 1999. S. 33.
16. ↑  Carl-Joachim Haufe: 125 Jahre Pioniere in Speyer. Winterbach 1999. S. 39.
17. ↑  Carl-Joachim Haufe: 125 Jahre Pioniere in Speyer. Winterbach 1999. S. 33–35.
18. ↑  Carl-Joachim Haufe: 125 Jahre Pioniere in Speyer. Winterbach 1999. S. 37–39.
19. ↑  Carl-Joachim Haufe: 125 Jahre Pioniere in Speyer. Winterbach 1999. S. 55.
20. ↑  Carl-Joachim Haufe: 125 Jahre Pioniere in Speyer. Winterbach 1999. S. 3.
21. ↑  Carl-Joachim Haufe: 125 Jahre Pioniere in Speyer. Winterbach 1999. S. 49.
22. ↑  Carl-Joachim Haufe: 125 Jahre Pioniere in Speyer. Winterbach 1999. S. 50.